# Urmo Aava
Urmo Aava (ur. 2 lutego 1979 w Tallinnie) – estoński kierowca rajdowy. W swojej karierze dwukrotnie był wicemistrzem świata w Junior WRC.
W 1998 roku Aava zaliczył swój debiut w rajdach. W 2002 roku zadebiutował w Rajdowych Mistrzostwach Świata. Pilotowany przez Toomasa Kitsinga i jadący Fordem Focusem WRC nie ukończył wówczas Rajdu Finlandii z powodu wypadku. W 2003 roku zaczął rywalizować w klasyfikacji Junior WRC jadąc samochodem Suzuki Ignis S1600 z pilotem Kuldarem Sikkiem. W 2006 roku jako kierowca Suzuki Swifta S1600 wywalczył wicemistrzostwo Junior WRC, wygrywając w tej klasyfikacji w Rajdzie Turcji. W 2007 roku ponownie został wicemistrzem JWRC. W tamtym sezonie odniósł jedno zwycięstwo, w Rajdzie Sardynii. W 2008 roku Aava został członkiem zespołu World Rally Team Estonia i zaliczył 11 występów samochodem Citroën C4 WRC. Zdobył 13 punktów w sezonie. Punktował w: Rajdzie Sardynii (8. miejsce), Grecji (4. miejsce), Niemiec (8. miejsce), Nowej Zelandii (5. miejsce) i Korsyki (7. miejsce). W latach 2008–2009 zaliczył 3 występy w MŚ.
W swojej karierze Aava osiągał też sukcesy w Estonii. W 1998 roku jadąc Ładą Samara 21083 wywalczył mistrzostwo w klasie F2. Sukces ten powtórzył także w latach 1999 i 2000. Z kolei w 2001 roku został mistrzem Estonii w grupie N za kierownicą Subaru Imprezy WRX.

## Występy w mistrzostwach świata
| Sezon | Zespół                          | Samochód              | 1        | 2        | 3        | 4             | 5          | 6         | 7      | 8         | 9         | 10        | 11            | 12              | 13        | 14              | 15              | 16              | Punkty | Miejsce |
| ----- | ------------------------------- | --------------------- | -------- | -------- | -------- | ------------- | ---------- | --------- | ------ | --------- | --------- | --------- | ------------- | --------------- | --------- | --------------- | --------------- | --------------- | ------ | ------- |
| 2002  | Urmo Aava                       | Ford Focus WRC        | Monako   | Szwecja  | Francja  | Hiszpania     | Cypr       | Argentyna | Grecja | Kenia     | NU        | Niemcy    | Włochy        | Nowa Zelandia   | Australia | Wielka Brytania |                 |                 | 0      | -.      |
| 2003  | Urmo Aava                       | Suzuki Ignis S1600    | 20       | Szwecja  | NU       | Nowa Zelandia | Argentyna  | 19        | Cypr   | Niemcy    | 25        | Australia | NU            | Francja         | 24        | NU              |                 |                 | 0      | -.      |
| 2004  | Urmo Aava                       | Suzuki Ignis S1600    | 12       | Szwecja  | Meksyk   | Nowa Zelandia | Cypr       | NU        | 16     | Argentyna | 23        | Niemcy    | Japonia       | NU              | NU        | Francja         | NU              | Australia       | 0      | -.      |
| 2005  | Urmo Aava                       | Suzuki Ignis S1600    | NU       | Szwecja  | Meksyk   | Nowa Zelandia | 19         | Cypr      | Turcja | 19        | Argentyna | 16        | NU            | Wielka Brytania | Japonia   | 19              | 21              | Australia       | 0      | -.      |
| 2006  | Urmo Aava                       | Suzuki Swift S1600    | Monako   | 22       | Meksyk   | Hiszpania     | 17         | Argentyna | 18     | Grecja    | Niemcy    | DK        | Japonia       | Cypr            | 16        | Australia       | Nowa Zelandia   | 42              | 0      | -.      |
| 2007  | Urmo Aava                       | Suzuki Swift S1600    | Monako   | Szwecja  | 28       | Meksyk        | 15         | Argentyna | 13     | Grecja    | Finlandia | 12        | Nowa Zelandia | 18              | NU        | 15              | Irlandia        | Wielka Brytania | 0      | -.      |
| 2007  | Urmo Aava                       | Mitsubishi Lancer WRC | Monako   | Szwecja  | Norwegia | Meksyk        | Portugalia | Argentyna | Włochy | 14        | 7         | Niemcy    | 8             | Hiszpania       | Francja   | Japonia         | Irlandia        | Wielka Brytania | 3      | 19.     |
| 2008  | World Rally Team Estonia        | Citroën C4 WRC        | Monako   | 18       | Meksyk   | Argentyna     | NU         | 8         | 4      | NU        | 15        | 8         | 5             | NU              | 7         | Japonia         | Wielka Brytania |                 | 13     | 11.     |
| 2009  | Stobart M-Sport Ford Rally Team | Ford Focus WRC        | 10       | 8        | Cypr     | Portugalia    | Argentyna  | Włochy    | Grecja | Polska    | Finlandia | Australia | Hiszpania     | Wielka Brytania |           |                 |                 |                 | 1      | 29.     |
| 2009  | Urmo Aava                       | Honda Civic Type-R R3 | Irlandia | Norwegia | Cypr     | Portugalia    | Argentyna  | Włochy    | Grecja | Polska    | 29        | Australia | Hiszpania     | Wielka Brytania |           |                 |                 |                 | 0      | -.      |